# إزي كاسترو ماركيز
إزي كاسترو ماركيز (بالبرتغالية: Iziane Castro Marques) مواليد 13 مارس 1982 في مارانهاو، البرازيل، هي لاعبة كرة سلة برازيلية. بدأت مسيرتها الاحترافية في سنة 2002. يبلغ طولها 5 قدم 11 بوصة (1.8 م). مثلت منتخب بلادها. شاركت في دورة الألعاب الأولمبية الصيفية سنة 2004. حققت المركز الثالث في دورة الألعاب الأمريكية 2011.

## المسيرة الاحترافية
لعبت مع فينيكس ميركوري من سنة 2003 إلى 2007، ثم لعبت مع نادي أفينيدا لكرة السلة للسيدات في موسم 2003–2004، ثم لعبت مع سياتل ستورم من سنة 2005 إلى 2007.

## سجل المنافسة
شاركت في المنافسات التالية:
- الألعاب الأولمبية الصيفية 2004
- الألعاب الأولمبية الصيفية 2016

## الميداليات
| الميدالية | المسابقة                    |
| --------- | --------------------------- |
| برونزية   | دورة الألعاب الأمريكية 2011 |

## روابط خارجية
- إزي كاسترو ماركيز على موقع الاتحاد الدولي لكرة السلة (الإنجليزية)
- إزي كاسترو ماركيز على موقع الاتحاد الوطني لكرة السلة النسائية (الإنجليزية)
- إزي كاسترو ماركيز على موقع كرة السلة الأوروبية.كوم (الإنجليزية)
- إزي كاسترو ماركيز على موقع بروبوليرز (الإنجليزية)
- إزي كاسترو ماركيز على موقع سبورتس رفرنس (الإنجليزية)
- إزي كاسترو ماركيز على موقع سبورتس رفرنس (الإنجليزية)
- إزي كاسترو ماركيز على موقع أوليمبيديا (الإنجليزية)
- إزي كاسترو ماركيز على موقع اللجنة الأولمبية البرازيلية (البرتغالية)